# Sphaerella arbuti
Sphaerella arbuti är en svampart som först beskrevs av Elias Fries, och fick sitt nu gällande namn av Pier Andrea Saccardo 1882. Sphaerella arbuti ingår i släktet Sphaerella och familjen Mycosphaerellaceae.   Inga underarter finns listade i Catalogue of Life.